# Big Tigger
Big Tigger (nacido Darian Morgan; El Bronx, 22 de diciembre de 1972) es una personalidad de la radio y la TV estadounidense, conocido por sus innovadores y diferentes programas de Freestyles (estilo libre).
Ha trabajado en empresas importantes de Estados Unidos como el canal televisivo BET en el programa Rap City y en la emisora 106 & Park.
Su última actuación en BET fue el 6 de julio de 2006. En el programa de Freestyles improvisa junto a grandes estrellas del rap como Redman, Method Man, Fat Joe, Jin, Kanye West, G-Unit, Xzibit, Shine, Lil Wayne, Bone Thugs N Harmony, Nelly, Jay-Z entre otros.
El 12 de abril de 2007 entra en la emisora WPGC 95.5 FM.
Participa en la canción "Snake" junto R. Kelly.